# Thiodia
Thiodia is een geslacht van vlinders van de familie bladrollers (Tortricidae), uit de onderfamilie Olethreutinae.

## Soorten
- T. anatoliana Kennel, 1918
- T. caradjana Kennel, 1916
- T. citrana

Citroenbladroller (Hübner, 1799)
- T. confusana Kuznetsov, 1973
- T. couleruana (Duponchel, 1834)
- T. elbursica Kuznetsov, 1973
- T. excavana Aarvik, 2004
- T. fessana Mann, 1873
- T. glandulosana Walsingham, 1908
- T. hyrcana Kuznetsov, 1976
- T. irinae Budashkin, 1990
- T. lerneana (Treitschke, 1835)
- T. major (Rebel, 1903)
- T. placidana (Staudinger, 1871)
- T. sulphurana (Christoph, 1888)
- T. torridana (Lederer, 1859)
- T. trochilana (Frolich, 1828)
- T. tscheliana (Caradja, 1927)